# McMurdo Dry Valleys
McMurdo Dry Valleys (Suche Doliny McMurdo) – obszar w południowej części Wybrzeża Scotta na Ziemi Wiktorii na Antarktydzie Wschodniej; największa pod względem łącznej powierzchni oaza antarktyczna na terenie Antarktydy obejmująca m.in. pasma górskie, nunataki, lodowce, doliny pozbawione pokrywy lodowej, wybrzeże, jeziora, stawy i wydmy.

## Nazwa
Termin dry valleys (pol. „suche doliny”) dla trzech dolin tego obszaru (Taylor Valley, Beacon Valley i Pyramid Trough) ukuł Robert Falcon Scott (1868–1912), który odwiedził go podczas Ekspedycji Discovery (1901–04) i Ekspedycji Terra Nova (1910–13) .
Nazwa McMurdo Dry Valleys została zarekomendowana w 1986 roku przez Advisory Committee on Antarctic Names (tłum. „Komitet doradczy ds. nazewnictwa Antarktyki”) przy United States Board on Geographic Names (tłum. „Radzie ds. Nazw Geograficznych Stanów Zjednoczonych”), jako nazwa używana historycznie dla tego obszaru, który sąsiaduje z zatoką McMurdo Sound, oddzielającą od kontynentu Wyspę Rossa na Morzu Rossa oraz z lodowcem szelfowym McMurdo Ice Shelf .

## Geografia
Obszar McMurdo Dry Valleys leży w południowej części Wybrzeża Scotta na Ziemi Wiktorii w Antarktydzie Wschodniej . Zajmuje ok. 4000 km², ma ok. 193 km długości i ok. 80 km szerokości  i rozciąga się pomiędzy 76°30’S a 78°30’S oraz 160°00’E a 164°30’E , na ok. 40 km w głąb lądu od Morza Rossa. Jest to największa pod względem łącznej powierzchni oaza antarktyczna na terenie Antarktydy obejmująca m.in. pasma górskie, nunataki, lodowce, doliny pozbawione pokrywy lodowej (ang. dry valleys), wybrzeże, jeziora, stawy i wydmy .
Wśród dolin pozbawionych pokrywy lodowej wyróżniają się trzy obszary :
- na północy: Alatna Valley oraz inne doliny w Convoy Range
- w części środkowej: Victoria Valley, Barwick Valley, Balham Valley, McKelvey Valley, Wright Valley, doliny w Olympus Range i Asgard Range, Pearse Valley, Taylor Valley oraz doliny w Quartermain Mountains
- w części południowo-wschodniej, blisko wybrzeża: Garwood Valley, Marshall Valley, Miers Valley, Hidden Valley, Pyramid Trough i Roaring Valley pomiędzy Royal Society Range i Koettlitz Glacier

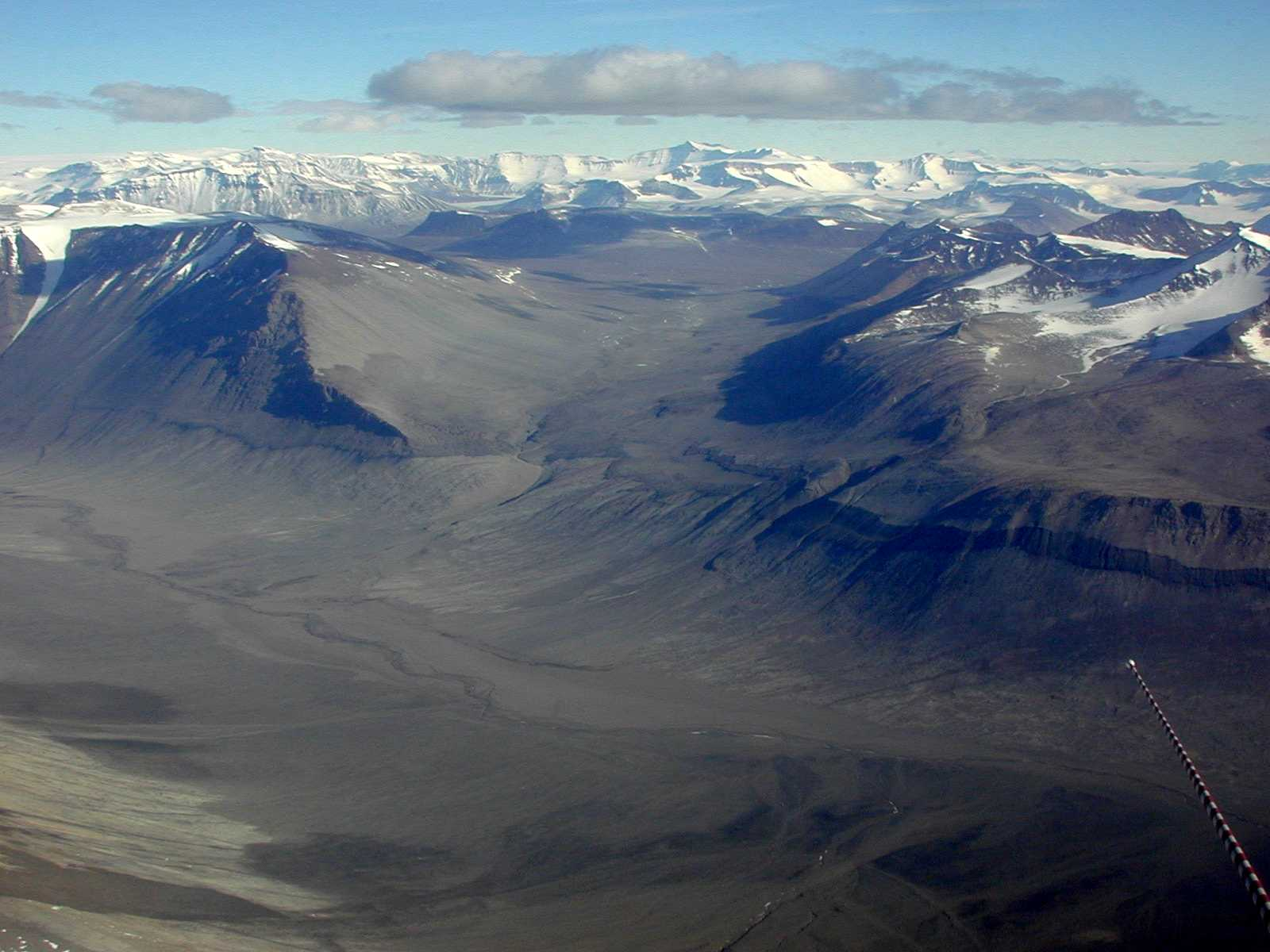
Krajobraz McMurdo Dry Valleys: przełęcz Bull Pass

Większość dolin została ukształtowana przez działalność lodowców i charakteryzuje się profilem przypominającym literę U. Ich dna pokryte są przeważnie luźnym materiałem żwirowym, a ich ściany wznoszą się stromo, niektóre mają nachylenie 41°. Większość dolin zamykają jęzory lodowcowe zasilane poprzez akumulację śniegu w wyższych partiach dolin i wysokogórskich cyrkach lodowcowych. Dzięki licznym odsłonięciom skał teren ten jest interesujący pod względem geologicznym .
Wbrew nazwie, w dolinach leżą jeziora zasilane wodami polodowcowymi, z których początek biorą strumienie spływające do morza. Przez Wright Valley płynie rzeka Onyx zasilana przez topniejący lodowiec morski, która uchodzi do Vanda Lake. Większe jeziora pokrywa lód, przy czym w miesiącach letnich przy brzegu tworzy się na ogół pas wody wolny od lodu. W tym przybrzeżnym pasie stwierdzono obecność sinic.

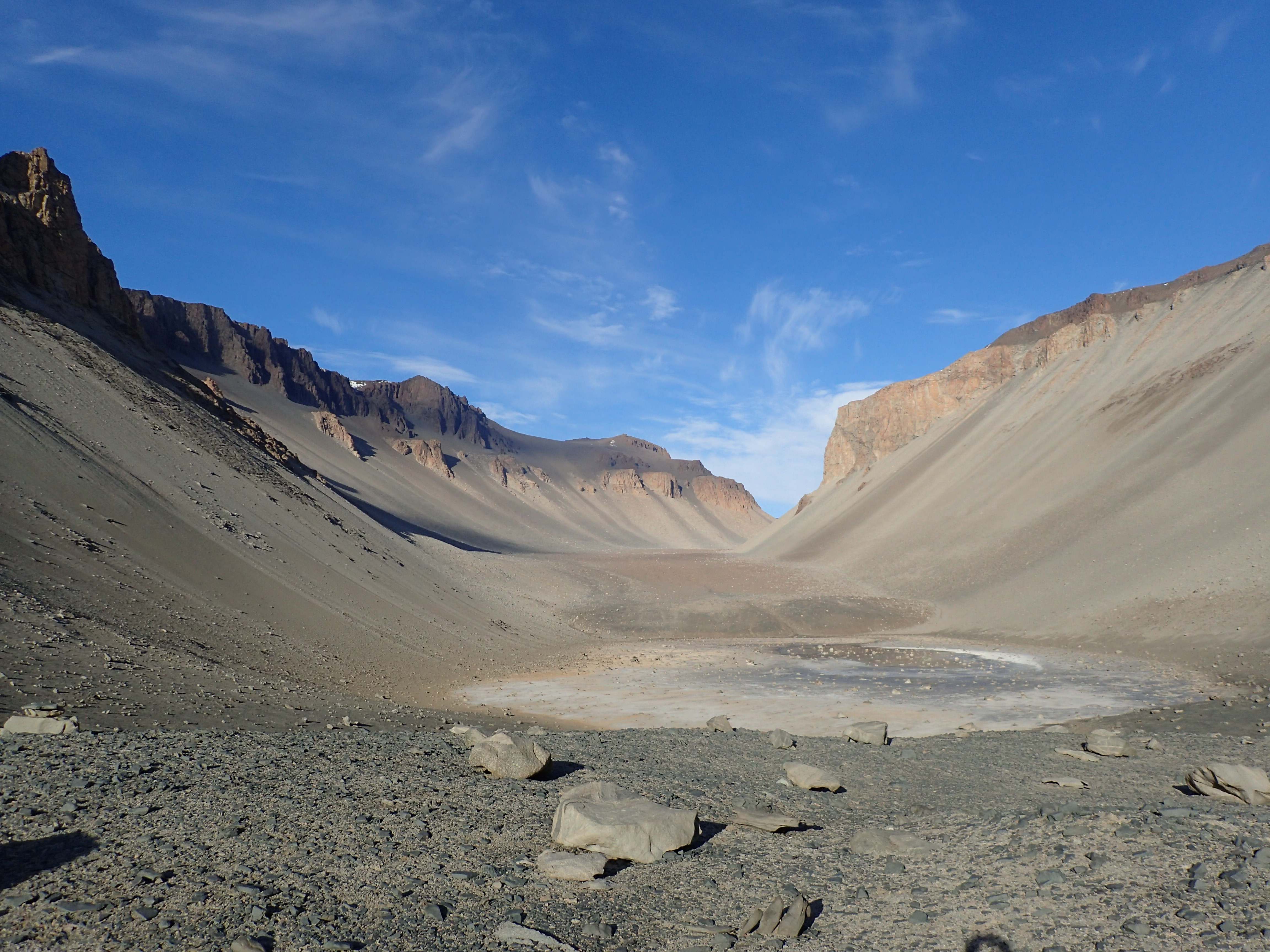
Don Juan Pond

Na terenie McMurdo Dry Valleys leżą m.in. następujące jeziora:
- Victoria Valley: Lake Vida[8] , Lake Thomas[9]
- Wright Valley: Lake Vanda[10] , Lake Brownworth[11] , Don Juan Pond[12]
- Taylor Valley: Lake Fryxell[13] , Lake Hoare[14] , Lake Chad[15] , Lake Bonney[16]
- Pearse Valley: Lake Joyce[17]
- Garwood Valley: Lake Garwood[18]
- Miers Valley: Lake Miers[19]

Niektóre z nich (Don Juan Pond i Vanda Lake) należą do najbardziej słonych jezior na Ziemi .

## Klimat
McMurdo Dry Valleys są pod względem warunków klimatycznych zimną pustynią . Panujący tu klimat jest surowy, suchy i wietrzny , jednak łagodniejszy niż ten na obszarach lądolodu. Obszar znajduje się w tzw. „cieniu opadowym”, gdzie na zawietrznej stronie przeszkód terenowych opady atmosferyczne są mniejsze .
Średnia roczna temperatura powietrza to -20 °C, przy czym średnia temperatura w okresie antarktycznego lata dochodzi do -10 °C a maksymalna temperatura dzienna dochodzi do 0 °C. Temperatura gleby jest natomiast znacznie wyższa i latem w południe dochodzi +15 °C. Zimą temperatura gleby spada do -50 °C.
W Wright Valley średnia roczna temperatura to -19,8 °C, a średnie opady są mniejsze niż 100 mm na rok  .
Brak pokrywy lodowej spowodowany jest działalnością suchego wiatru i niskimi opadami atmosferycznymi. Średnie roczne opady wynoszą 100 mm – są to opady śniegu. Śnieg topi się pod wpływem wiatru oraz ciepła letniego słońca.
Warunki panujące na tym obszarze: niskie temperatury, bardzo niska wilgotność powietrza i silne wiatry dają możliwość badania środowiska analogicznego do tego na powierzchni Marsa, lub Ziemi w odległej przeszłości geologicznej .

## Przyroda
Ekosystem McMurdo Dry Valleys charakteryzuje mała liczba organizmów makroskopowych i zredukowana sieć troficzna; równocześnie mikroorganizmy są liczne i wykazują dużą różnorodność biologiczną. Występują tu rzadko spotykane zbiorowości organizmów, jak endolity lub maty mikrobialne i środowiska (np. kriokonity lub jeziora hiperhalinowe) .

## Ochrona
McMurdo Dry Valleys to Szczególnie Zarządzany Obszar Antarktyki (ang. Antarctic Specially Managed Area, ASMA) – ASMA 2 Mcmurdo Dry Valleys, Southern Victoria Land – o powierzchni ok. 17945 km², który został ustanowiony ze względu na szczególną wartość tego terenu dla nauki i dla zachowania jego nietypowego środowiska .
Plan Zarządzania uchwalony dla tego obszaru ma pomóc w planowaniu działalności naukowej i zapewnić ochronę przed zaburzeniami środowiska, w tym zawleczeniem obcych gatunków. Na tym obszarze znajduje się kilka obozów postawionych przez badaczy ze Stanów Zjednoczonych i Nowej Zelandii, które mogą być używane podczas prac terenowych, oraz nadajniki umożliwiające komunikację radiową.
Najbardziej cenne fragmenty dolin stanowią Szczególnie Chronione Obszar Antarktyki (ang. Antarctic Specially Protected Area, ASPA): ASPA 123 (Barwick and Balham Valleys), ASPA 131 (Canada Glacier), ASPA 138 (Linnaeus Terrace) i ASPA 154 (Botany Bay) .
Obszar od Blue Glacier, leżącego między Lodowcem Ferrara a Koettlitz Glacier, do Cape Chocolate jest ostoją ptaków IBA z uwagi na zamieszkującą ją dużą kolonię wydrzyków antarktycznych .

## Historia
McMurdo Dry Valleys były badane po raz pierwszy w 1903 roku przez Ekspedycję Discovery (1901–1904) Roberta Falcona Scotta (1868–1912). Jest nazwana na cześć porucznika Archibalda McMurdo z okrętu HMS „Terror”.  Badania w regionie dokumentuje cyfrowe archiwum działalności człowieka w McMurdo Dry Valleys . Od 1993 roku prowadzony jest tu projekt interdyscyplinarnych badań ekosystemów wodnych i lądowych McMurdo Dry Valleys Long-term Ecological Research . Prowadzone są tu m.in. badania meteorologiczne i klimatczne, hydrologiczne, glacjologiczne i limnologiczne, gleboznawcze oraz z zakresu historii ekologii .